# Étang des Noës

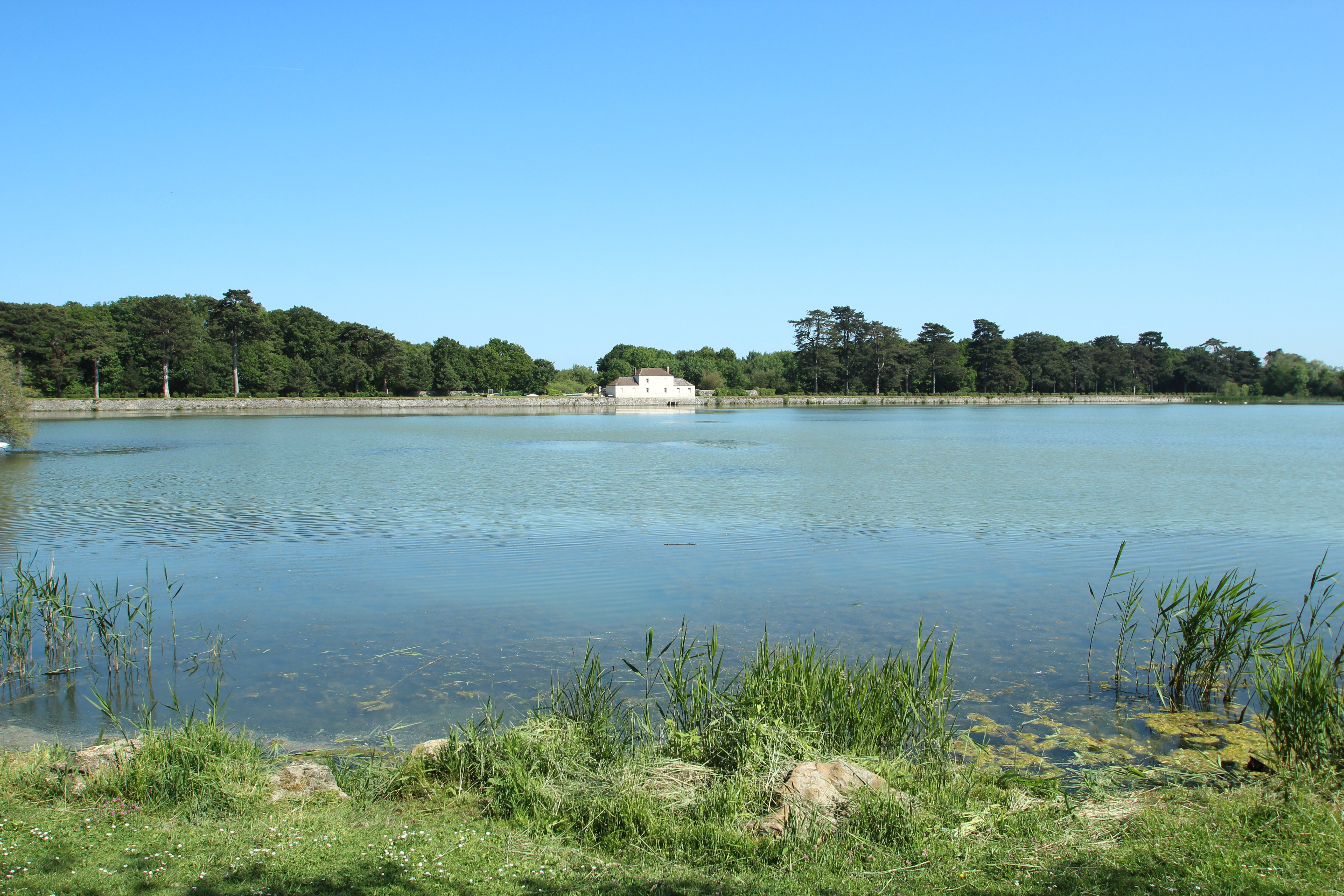
Étang des Noës

L’étang des Noës est un étang situé sur la commune du Mesnil-Saint-Denis dans le département des Yvelines.

## Géographie
Situé à 168 mètres d’altitude, l’étang couvre une surface de 24 hectares avec une capacité de stockage de 205 000 mètres cubes d’eau
pour une profondeur moyenne de 87 cm. Son bassin versant occupe une surface de 277 hectares situé principalement en milieu urbain. Il collecte en effet tout
ou partie des eaux de ruissellement des communes de La Verrière, Coignières, Maurepas, Élancourt et du Mesnil-Saint-Denis. 
Il fait partie du réseau de captage des eaux dit de la « Rivière du Roi Soleil ». Pour cela il est connecté à son angle nord-est à la « Rigole du Lit de Rivière » qui se prolonge en aval vers l’étang de Saint-Quentin
en Yvelines et en amont vers les étangs de Hollande. De plus, côté est de l’étang, une vanne permet de le relier à la source de la rivière du Rhodon qui se jette elle-même dans l’Yvette.

## Histoire
Créé en 1684 par Vauban à l’initiative de Louis XIV, l’étang des Noës fait partie du système hydraulique qui alimentait le parc du château de Versailles jusqu’en 1977. En 1974, l’étang des Noës a subi d’importants travaux de recalibrage pour des raisons hydrauliques. En 1987 un fossé périphérique a été aménagé. Depuis 1993 il est géré par le Syndicat Mixte de l'Étang des Noës – SYMEN.

## Environnement

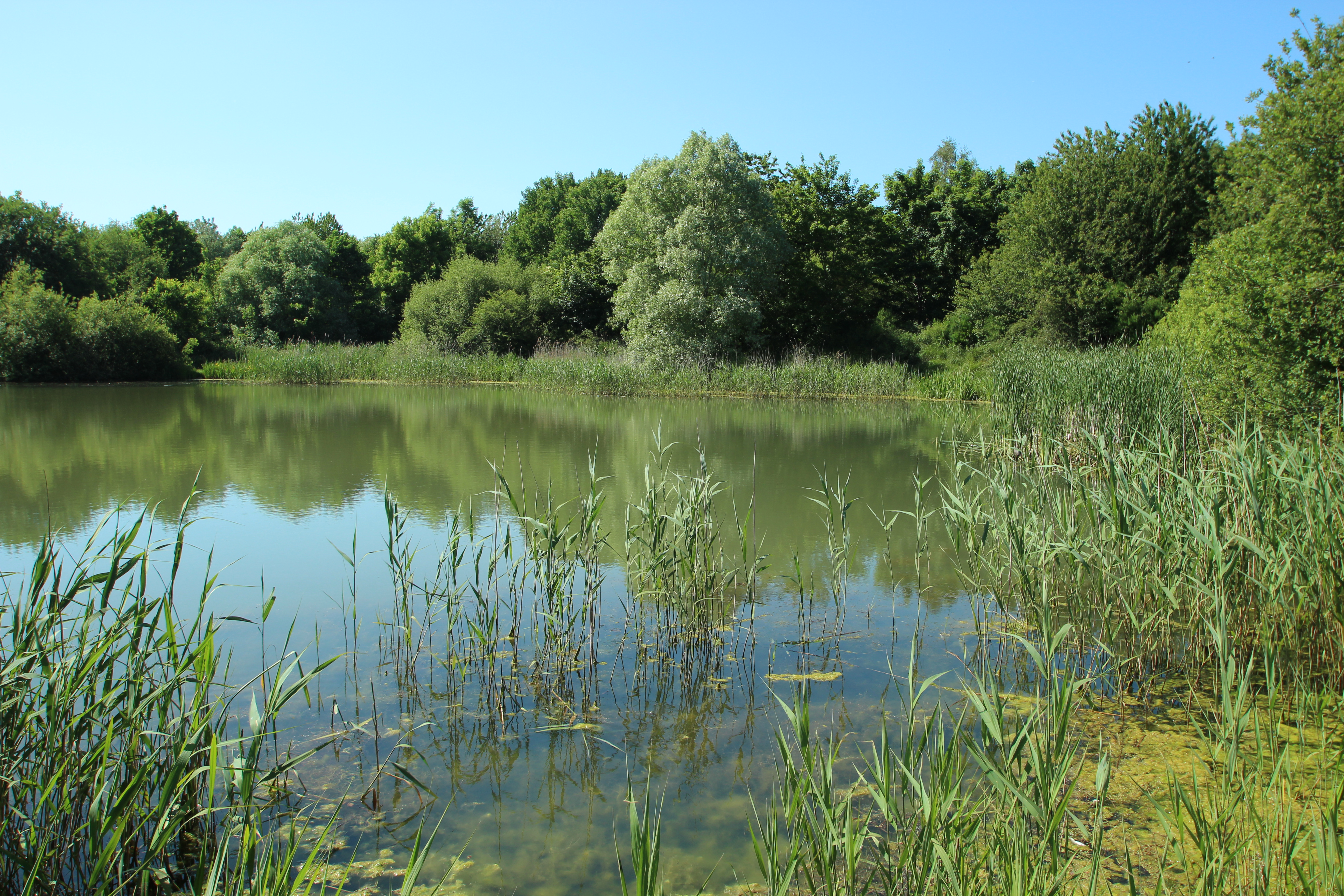
Étang des Noës

L’étang et ses berges sont labellisées Zone naturelle d'intérêt écologique, faunistique et floristique (ZNIEFF) de type 1. Il fait partie de la zone Natura 2000 « massif de Rambouillet et zones humides proches » au titre de la Directive oiseaux.
Le biotope de l’étang des Noës est très varié : bois et
lisières, prairies et roselières, mares, fossés et eaux libres abritent de
nombreuses espèces de plantes, d’insectes et d’oiseaux. 
Parmi les 270 espèces de plantes dénombrées, quatre sont protégées en Ile-de-France dont le Pâturin des marais et la Stellaire glauque situés sur la rive sud.
L’étang accueille aussi bien des oiseaux sédentaires que migrateurs dont 14 espèces sont protégées sur les 96 recensées. On peut observer notamment la Rousserolle effarvatte, le Grèbe Huppé, le Phragmite des joncs, le Bouscarle de Cetti, le Bruant des roseaux et le Canard souchet.
L’étang abrite aussi un grand nombre de poissons : brèmes, gardons, carpes, goujons, tanches, rotengles, perches, sandres, brochets et silures.